# سوق السبحية
سوق السبحية أحد أسواق منطقة جدة التاريخية الواقعة في وسط مدينة جدة غرب المملكة العربية السعودية.